# ماريكو موري (لاعبة كرة طائرة)
ماريكو موري (17 يونيو 1981 في اليابان - ) هي لاعبة كرة طائرة يابانية في مركز وسط ‏. شاركت في دورة الألعاب الآسيوية 2010. ولعبت مع Toray Arrows Shizuoka ‏.

## وصلات خارجية
- ماريكو موري على موقع الدوري الياباني (مؤرشف) (اليابانية)